# Luke DeVere
Luke DeVere (* 5. November 1989 in Melbourne) ist ein australischer Fußballspieler in Diensten des A-League-Klubs Brisbane Roar.

## Karriere
Nach je zwei Jahren an der Queensland Academy of Sport und dem Australian Institute of Sport unterschrieb DeVere 2008 einen Profivertrag bei Queensland Roar. Dort konnte er sich bereits in seiner ersten Saison einen Stammplatz in der Innenverteidigung an der Seite von Craig Moore erkämpfen.
Seit 2007 steht DeVere im Aufgebot der australischen U-20-Auswahl. 2008 führte er das Team als Kapitän bei der U-19-Asienmeisterschaft an und kam mit der Mannschaft bis ins Halbfinale, was die Qualifikation für die Junioren-WM 2009 in Ägypten bedeutete.
Zum 1. Januar 2011 wechselte er in die K-League zu Gyeongnam FC nach Südkorea. Seit Sommer 2014 läuft er wieder in der A-League für Brisbane Roar auf.